# Hello, I'm Dolly Tour
Hello, I'm Dolly Tour fue una gira realizada por Dolly Parton durante el 2004.

## Datos de la Gira
| Fecha                  | Ciudad, Estado                    | Lugar                      |
| ---------------------- | --------------------------------- | -------------------------- |
| 14 de octubre          | Greenville, Carolina del Sur      | BI-LO Center               |
| 15 de octubre          | Atlanta, Georgia                  | Fox Theatre                |
| 16 y 17 de octubre     | Biloxi, Misisipi                  | Grand Casino Biloxi        |
| 19 de octubre          | Cleveland, Ohio                   | Gund Theater               |
| 20 de octubre          | Columbus, Ohio                    | Schottenstein Center       |
| 22, 23 y 24 de octubre | Toronto, Ontario, Canadá          | Casino Rama Centre         |
| 26 de octubre          | Detroit, Míchigan                 | Fox Theatre                |
| 27 de octubre          | Green Bay, Wisconsin              | Resch Center               |
| 29 de octubre          | St. Paul, Minnesota               | Xcel Energy Center         |
| 30 de octubre          | Omaha, Nebraska                   | Qwest Center Theatre       |
| 31 de octubre          | San Luis, Misuri                  | Savvis Center              |
| 4 de noviembre         | Raleigh, Carolina del Norte       | RBC Center                 |
| 6 de noviembre         | Norfolk, Virginia                 | Scope Arena                |
| 7 de noviembre         | Winston-Salem, Carolina del Norte | Joel Coliseum Theatre      |
| 11 de noviembre        | East Rutherford, Nueva Jersey     | Continental Airlines Arena |
| 12 de noviembre        | Atlantic City, Nueva Jersey       | Circus Maximus Theatre     |
| 13 de noviembre        | Uncasville, Connecticut           | Mohegan Sun Arena          |
| 14 de noviembre        | Fairfax, Virginia                 | Patriot Center             |
| 17 de noviembre        | Albany, Nueva York                | Pepsi Arena                |
| 18 de noviembre        | Filadelfia, Pensilvania           | Wachovia Spectrum          |
| 19 de noviembre        | Wilkes Barre, Pensilvania         | Wachovia Arena             |
| 20 de noviembre        | Reading, Pensilvania              | Sovereign Center           |
| 21 de noviembre        | State College, Pensilvania        | Bryce Jordan Center        |
| 2 de diciembre         | Austin, Texas                     | Frank Erwin Center         |
| 3 de diciembre         | Dallas, Texas                     | American Airlines Center   |
| 5 de diciembre         | Houston, Texas                    | Toyota Center              |
| 7 de diciembre         | Las Vegas, Nevada                 | The Coliseum               |
| 8 de diciembre         | Phoenix, Arizona                  | Dodge Theatre              |
| 9 de diciembre         | Anaheim, California               | Arrowhead Pond             |
| 10 de diciembre        | San Jose, California              | HP Pavilion                |
| 11 de diciembre        | Reno, Nevada                      | Reno Hilton Theatre        |
| 12 de diciembre        | Sacramento, California            | ARCO Arena                 |
| 16 de diciembre        | Boise, Idaho                      | Idaho Center Theater       |
| 17 de diciembre        | Portland, Oregón                  | Rose Garden                |
| 18 de diciembre        | Spokane, Washington               | Spokane Arena              |
| 19 de diciembre        | Everett, Washington               | Everett Events Center      |

### La noche de la apertura
Éstas son las canciones que interpretó en la apertura del tour en Greenville, South Carolina.
1. "Hello I'm Dolly"
2. "Two Doors Down"
3. "9 to 5"
4. "Hits Medley"
5. "The Grass Is Blue"
6. "Baby, It's Cold Outside"
7. "I Dreamed About Elvis"
8. "Viva Las Vegas"
9. "PMS Blues"
10. "Blue Smoke"
11. "Go to Hell"
12. "Me & Bobby McGee"
13. "Imagine"
14. "My Tennessee Mountain Home"
15. "Coat of Many Colors"
16. "Smoky Mountain Memories"
17. "Thank God I'm a Country Girl"
18. "Little Sparrow" (a capela)
19. "I Will Always Love You"
20. "Hello God"